# Antarcticobradya tenuis
Antarcticobradya tenuis is een eenoogkreeftjessoort uit de familie van de Neobradyidae. De wetenschappelijke naam van de soort is voor het eerst geldig gepubliceerd in 1910 door Brady.